# Scopula cavana
Scopula cavana là một loài bướm đêm trong họ Geometridae.